# Auguste Trilhe
Auguste Trilhe  (* 14. Juni 1866 in Préserville, Département Haute-Garonne; † 3. Mai 1930 in Toulouse) war ein französischer römisch-katholischer Geistlicher, Trappist, Domherr, Theologe und Ordenshistoriker.

## Leben und Werk
Auguste Trilhe, der bei den Jesuiten von Toulouse zur Schule ging, trat 1883 in das Trappistenkloster  Sainte-Marie-du-Désert in Bellegarde-Sainte-Marie, Département Haute-Garonne, ein, nahm den Ordensnamen Robert an und begann (auf Lebenszeit) mit dem Studium der frühen zisterziensischen Ordensgeschichte. 1888 musste er das Kloster aus gesundheitlichen Gründen verlassen und wurde vom Bischof von Toulouse, Kardinal Florian Desprez (1807–1895), zum Weiterstudium nach Rom geschickt. Nach der dortigen Priesterweihe (1892) wurde er 1895 dreifach promoviert (in Philosophie, Theologie und Kanonischem Recht) und wirkte als Priester in Toulouse. Von 1900 bis 1910 war er erneut Mönch im Kloster Désert (nun unter Novizenmeister André Malet), musste es dann aber wieder verlassen und nahm 1916 endgültig den Status eines Weltpriesters der Diözese Toulouse an. Ab 1918 war er Professor für Institutionsrecht im Katholischen Institut von Toulouse (auch Domherr). Das von ihm gesteuerte Projekt eines Wiederaufbaus der Eleona (Paternosterkirche) auf dem Ölberg von Jerusalem kam nicht zum Abschluss.

## Forschung
Trilhes Forschung war bedeutend für mehrere Projekte der Geschichte des Zisterzienserordens.
- Während seines zweiten Noviziats wurde Trilhe zusammen mit André Malet von Abt Candide Albalat (1854–1915) beauftragt, den Zisterzienserritus zu vereinheitlichen. Ergebnis der Bemühungen war das Manuale Caeremoniarum in missa et altaris ministerio juxta ritum sacri ordinis cisterciensis servandum ad usum monachorum strictioris observantiae auctoritate et mandato capituli generalis editum (Westmalle, 1908, 1948). Trilhe legte seine Auffassung von der frühen Liturgie in einem umfangreichen Lexikonartikel nieder.[2]
- 1927 entdeckte Trilhe in einer Handschrift der Pariser Nationalbibliothek die sog. Summa Cartae Caritatis (SCC), einen Vorläufer der bis dahin einzig bekannten Überlieferung der Carta Caritatis. Dieser Text wurde nach seinem Tod durch Vermittlung von Alexis Presse von Tiburtius Hümpfner herausgegeben (1932).
- Trilhe hinterließ eine umfangreiche historische Sammlung der Akten des zisterziensischen Generalkapitels, die von Alexis Presse dem Mitbruder Joseph-Marie Canivez zur Herausgabe anvertraut wurde. Sie erschienen in acht Bänden von 1933 bis 1941; Trilhe wird als Mitarbeiter des Werkes nicht erwähnt.

## Werke
- Mémoire sur le projet de cérémonial cistercien. Imp. catholique Saint-Cyprien, Toulouse 1900 (als Robert Trilhe).
- La Constitution « Divino afflatu » et les nouvelles rubriques du Bréviaire romain. Casterman, Tournai/Paris 1912 (als Robert Trilhe).
- Cîteaux (Liturgie de l’Ordre de). In: Dictionnaire d'archéologie chrétienne et de liturgie, Faszikel 29, 1913, Sp. 1779–1811 (als Robert Trilhe).
- Les nouvelles modifications aux rubriques. Casterman, Tournai/Paris 1914.
- A propos de la fondation de l'abbaye d'Eaunes. In: Revue de Comminges 28, 1915, S. 253–262 (als Robert Trilhe).
- Programma examinum ad gradus in jure canonico assequendos. Secrétariat de la Faculté de Droit canon, Toulouse 1921.